# Porrina de Badajoz
José Salazar Molina (Badajoz,[a] 13 de janeiro de 1924 — Madrid, 13 de fevereiro de 1977), conhecido artisticamente como Porrina de Badajoz, foi um cantaor (cantor) de flamenco espanhol.
A alcunha "Porrina" (ou Porrinas, ou Porras), deve-se ao nome do padrinho, José Porras, que o amparou após a morte do pai no início da guerra civil espanhola, quando tinha 12 anos. Já então cantava em touradas e em bares. Porrina atingiu o êxito quando tinha 28 anos, devido às qualidades excecionais da sua voz: velocidade, limpidez, segurança, musicalidade e eco flamenco, que o faziam soar distinto dos restantes cantaores. Para o seu sucesso contribuíram também a sua forte personalidade e a sua grande intuição e inteligência para construir todo um marketing com o que vestia, e detalhes como os óculos e o cravo à lapela, que o tornavam facilmente reconhecível e inconfundível.
Conhecido por ser muito supersticioso, não gostava do dia do seu nascimento, 13, pelo que quando tirou o seu primeiro cartão de identidade mudou essa data fazendo-a recuar 7 dias, coincidindo com o Dia de Reis, altura em que os espanhóis oferencem os presentes de Natal.
Todos os anos Porrina marcava presença na procissão da Semana Santa em Badajoz na qual saía o andor de Nossa Senhora da Soledade, a padroeira da cidade, aproximando-se da imagem da santa para cantar à sua padroeira. Atualmente o popular cantor é recordado em Badajoz por um monumento situado na Praça da Soledade.